# Ястрове (гміна)
Гміна Ястрове (пол. Gmina Jastrowie) — місько-сільська гміна у північно-західній Польщі. Належить до Злотовського повіту Великопольського воєводства.
Станом на 31 грудня 2011 у гміні проживало 11766 осіб.

## Територія
Згідно з даними за 2007 рік площа гміни становила 353.40 км², у тому числі:
- орні землі: 24.00%
- ліси: 67.00%

Таким чином, площа гміни становить 21.28% площі повіту.

## Населення
Станом на 31 грудня 2011:
| Опис     | Загалом | Загалом | Чоловіки | Чоловіки | Жінки | Жінки |
| -------- | ------- | ------- | -------- | -------- | ----- | ----- |
| одиниця  | осіб    | %       | осіб     | %        | осіб  | %     |
| все      | 11766   | 100     | 5840     | 49.63    | 5926  | 50.37 |
| міське   | 8682    | 100     | 4274     | 49.23    | 4408  | 50.77 |
| сільське | 3084    | 100     | 1566     | 50.78    | 1518  | 49.22 |

## Сусідні гміни
Гміна Ястрове межує з такими гмінами: Борне-Суліново, Валч, Злотув, Оконек, Тарнувка, Чаплінек, Шидлово.